# Jonathan Spector
Jonathan Michael Paul Spector (Arlington Heights, 1 de março de 1986) é um ex-futebolista norte-americano. 

## Títulos
Estados Unidos
- Copa Ouro da CONCACAF: 2007